# Delhi Nord

Delhi Nord, dans le Territoire de Delhi

Delhi Nord (ou officiellement la Corporation municipale de Delhi Nord) est de 2012 à 2022 l'une des cinq municipalités du Territoire de Delhi en Inde. Elle a été créée en 2012 par la division en trois de la Corporation municipale de Delhi et disparait en 2022 quand elles sont réunifiées.
Elle contient Old Delhi, le cœur historique de Delhi.